# Insa Thiele-Eich

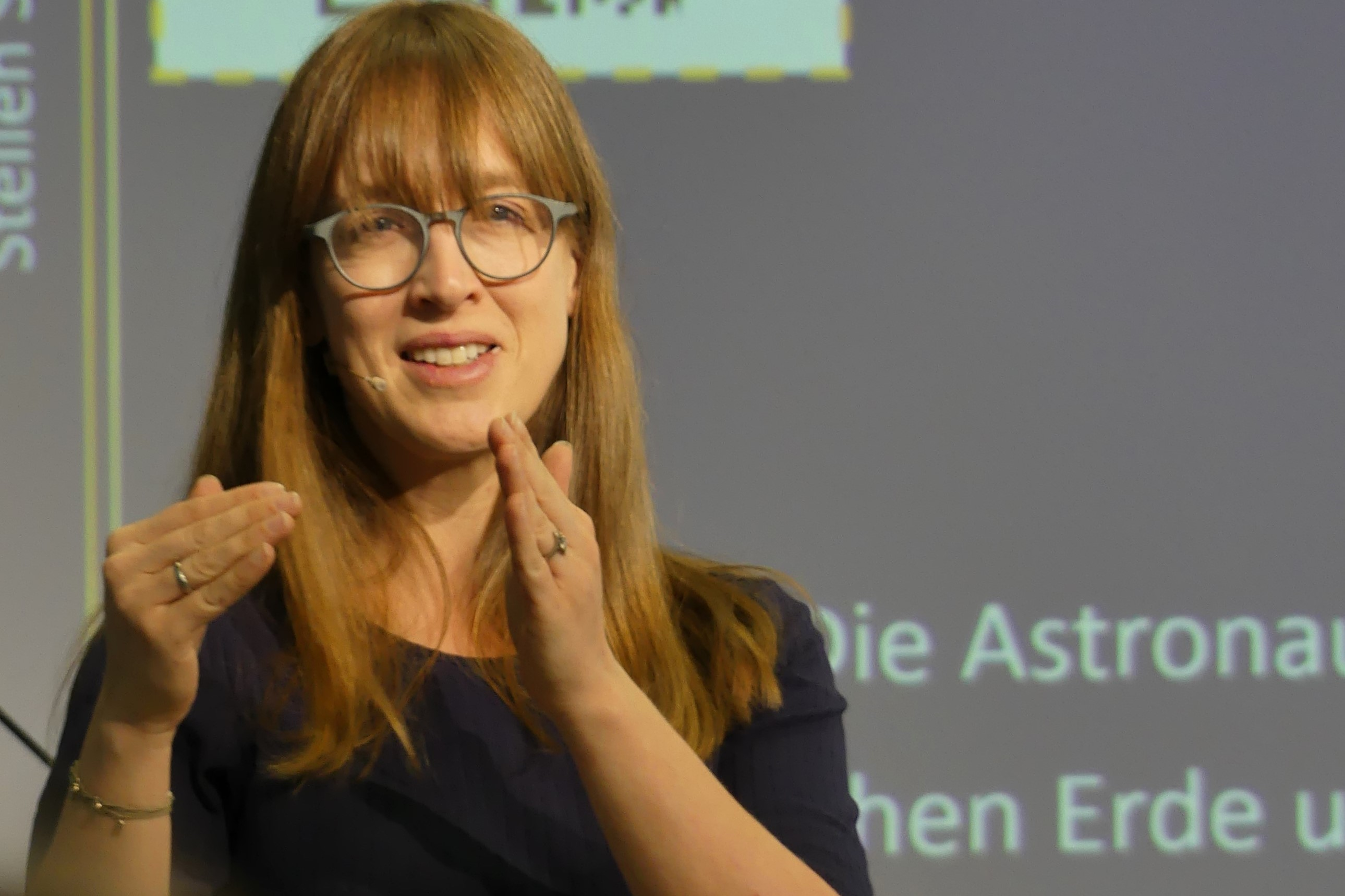
Insa Thiele-Eich, 2025

Insa Thiele-Eich (* 21. April 1983 in Heidelberg) ist eine deutsche Meteorologin und Kommunalpolitikerin (Königswinterer Wählerinitiative).
Sie war Finalistin der privaten Initiative Die Astronautin. Der angestrebte Aufenthalt auf der ISS fand nie statt.

## Leben

### Beruf
Thiele-Eich legte ihr Abitur am St.-Ursula-Gymnasium Brühl ab und studierte Meteorologie an der Universität Bonn. Von 2014 bis 2018 war sie dort wissenschaftliche Koordinatorin des Sonderforschungsbereichs TR 32, „Patterns in Soil-Vegetation-Atmosphere Systems: Monitoring, Modelling and Data Assimilation“. Im TR 32 geht es um Grundlagenforschung für eine verbesserte Wetter- und Klimavorhersage. Schwerpunkt der Arbeit von Thiele-Eich ist die Untersuchung von Austauschprozessen, zum Beispiel Wasser- und Energie-Austausch zwischen Boden, Vegetation und Atmosphäre. Parallel untersuchte sie in ihrer Doktorarbeit die Auswirkungen des Klimawandels auf Bangladesch.

### Möglicher Einsatz als Astronautin
Gemeinsam mit der Bundeswehr-Pilotin Nicola Baumann wurde Thiele-Eich 2017 in der privat finanzierten Initiative Die Astronautin, die erstmals eine Deutsche zur Astronautin machen möchte, aus mehr als 400 Bewerberinnen als eine von zwei Finalistinnen ausgewählt. Nicola Baumann zog sich Ende 2017 aus dem Projekt wieder zurück. Nachgerückt ist die Kölnerin Suzanna Randall. Eine der beiden Frauen sollte als erste deutsche Astronautin ins All fliegen. Ziel war ein Kurzzeitaufenthalt von etwa zehn Tagen auf der ISS. Der rund 50 Millionen Euro teure Flug sollte durch Spenden finanziert werden; bis April 2018 waren 68.590 € eingegangen. Thiele-Eich absolvierte von August 2017 bis November 2020 eine theoretische und praktische Raumfahrt-Grundausbildung, die zumindest teilweise durch Crowdfunding finanziert wurde. Unter anderem trainierte sie auf Parabelflügen und in einer Zentrifuge des Juri-Gagarin-Kosmonautentrainingszentrums in Swjosdny Gorodok bei Moskau und erwarb einen Flugschein. Thiele-Eich trainierte auch in der Mühlbachquellhöhle. Thema ihres Einsatzes im All sollten unter anderem „wissenschaftliche Experimente zum weiblichen Körper in der Schwerelosigkeit“ sein. Dazu gebe es derzeit nur sehr spärliche Daten.
Als Termin für den Raumflug von Thiele-Eich oder Randall wurde zunächst „vor 2020“ genannt, dann mit fortschreitender Zeit die Jahre 2020, 2021, 2022 2023 und 2026.
2024 wurde die Stiftung erste deutsche Astronautin liquidiert, ohne dass ein Raumflug stattgefunden hätte.

### Politisches Engagement
Thiele-Eich engagiert sich in der 2009 gegründeten Königswinterer Wählerinitiative (KöWI). Bei der Kommunalwahl 2020 war sie Ersatzbewerberin für den Wahlkreis Königswinter-Nord, Wohnpark und Kandidatin auf der KöWI-Liste (Platz 24). Im September 2021 ist sie in den Stadtrat von Königswinter nachgerückt.

### Privates
Thiele-Eich ist verheiratet und hat fünf Kinder. Ihr Vater ist der deutsche ESA-Astronaut Gerhard Thiele. Am 22. April 2021 spielten Vater und Tochter in der Rateshow „Wer weiß denn sowas?“ gegeneinander. 2022 war sie gemeinsam mit Linda Zervakis im Podcast Stardust zu hören.
Siehe auch
- Liste der Raumfahrer
- Deutsche Raumfahrer
- Renate Brümmer und Heike Walpot, zwei frühere deutsche Raumfahrtanwärterinnen